# Robot Chicken: Star Wars
Robot Chicken: Star Wars es un especial de la serie Robot Chicken, cual fue estrenado el 17 de junio del 2007. Este especial conmemora el 30° Aniversario de Star Wars, y fue seguido por los especiales "Robot Chicken: Star Wars Episode II" (2008) y "Robot Chicken: Star Wars Episode III" (2010).

## Lista de Sketches

### Robot Chicken Star Wars Opening
El intro de Robot Chicken, se fusiona con Star Wars: Episode III - Revenge of the Sith.

### Inside the AT-AT
Durante la Batalla de Hoth, Luke Skywalker destruye un AT-AT, lanzándole una granada adentro de un baño donde se encontraba un Piloto Imperial leyendo la revista "Naboobies", y muere por la explosión.

### The Emperor's Phone Call
Mientras Palpatine contaba como luchó contra Yoda en la Gran Cámara de Convocación, Darth Vader lo llama para informarle sobre la destrucción de la Estrella de la Muerte, por lo cual el Emperador empieza a hablarle sobre el resultado financiero del desastre.

### Jawa's Drink Order
En la Cantina de Chalmun, un Camarero le pregunta a un Jawa que quiere, y este le dice "Martini".

### The Janitor on Naboo
Un conserje barre el cadáver de Darth Maul y decide mudarse a Coruscant.

### Admiral Ackbar Cereal
El Almirante Ackbar promociona con un comercial su nuevo cereal.

### Ponda Baba's Bad Day
Ponda Baba trata de elogiar a Luke Skywalker, pero por culpa de su jefe, Obi-Wan le corta un brazo, provocando que pierda su trabajo.

### Droid Metal detector
En el hangar, R2-D2 y C-3PO tienen problemas, porque la máquina pita por la armadura de C-3PO.

### Jedi Butter Fingers
A Qui-Gon Jinn se le cae su sable de luz.

### Vader's Stuck
Un oficial imperial, es testigo de una situación incómoda en la Cámara de Meditación de Darth Vader.

### Luke Is Alone
Tras la destrucción de la Estrella de la Muerte, Luke decide llamar a sus tíos, pero recuerda que están muertos.

### George Lucas at the Convention
Nerd ayuda a George Lucas a escapar de una horda de fanes de Star Wars.

### Luke's Training
Luke Skywalker no sabe si confiar en Obi-Wan Kenobi o no.

### Space Slug Chinese Delivery
Dos space lugs ordenan comida china.

### The Janitor on Coruscant
El conserje barre el cadáver de Mace Windu y decide mudarse a la Estrella de la Muerte II.

### Jedi Master George W.
Durante un día de trabajo, George W. Bush se duerme y se imagina como un Mestro Jedi, y se enfrenta a Abraham Lincoln, a quien mata tras una larga lucha.

### Bespin Forecast
Una chica se siente acalorada en la Ciudad Nube.

### Tautaun Camp Out
Han Solo encuentra a un vagabundo/mendigo dentro del estómago de un Tautaun.

### Death Star Yo Momma
Luke Skywalker y el Emperador Palpatine empiezan una batalla de rap insulta-mamás en la Estrella de la Muerte II, con Darth Vader como jurado. Al final, Skywalker gana y Palpatine es arrojado por perdedor a un reactor por Vader.

### The Janitor on the Death Star
El conserje barre el cadáver del Emperador Palpatine y decide renunciar a su trabajo.

### Slightly Weapons Malfunction
Han Solo habla accidentalmente con Darth Vader a través de un intercomunicador, y como Chewbacca y él no saben que decirle, le dispara a al intercomunicador, destruyéndolo.

### Jar Jar Returns
Jar Jar Binks ingresa a la Estrella de la Muerte y empieza a incordiar a Darth Vader, por lo cual este lo manda al espacio, matándolo. Pero en la noche, el fantasma de Binks regresa y empieza a incordiar a Vader nuevamente, provocando que este se tape con su almohada de Star Wars.

### The Power Converters
Un Anunciador revela la razón por la cual Luke Skywalker quería llegar a la Estación de Toshi.

### Boba Fett Wins
Tras capturar a Han Solo en Ciudad Nube, Boba Fett tiene un momento delicado con su prisionero congelado en carbonita.

### Chewbacca's Happy Days
Un día por la mañana, Chewbacca se despierta y no sabe peinarse.

### Luke Learns the Truth
Darth Vader le revela a Luke Skywalker que él es su padre, que Leia Organa es su hermana, que él construyó a C-3PO, y que el Imperio Galáctico será derrocado por Ewoks; lo cual hace que Luke se aburra y se vaya.

### Not Fully Operational Battle Station
El Emperador Palpatine tiene problemas para comunicarse con Darth Vader y con Luke Skywalker, debido a que los constructores de la Estrella de la Muerte II no paran de hacer ruido.

### Lobot!
Lobot, el asistente cyborg de Lando Calrissian, empieza a bailar en uno de los pasillos/corredores del palacio de Ciudad Nube.

### Max Rebo Greatest Hits
Un Anunciador empieza a anunciar los nuevos discos y álbumes de Max Rebo.

### Late Night Wih Zuckuss
Zuckuss ridiculiza a los políticos del Imperio Galáctico, pro lo cual la Estrella de la Muerte le dispara a su set de grabación, matándolo a él y presumiblemente a su público.

### The Morning Afer with Luke & Leia
Luke Skywlaker y Leia Otrgana se acuestan, creando una escena incestuosa.

### Empire on Ice
Para finalizar el especial, el elenco protagonista patina sobre hielo en un espectáculo de hielo.

### Créditos
Jar Jar Binks sigue molestando a Darth Vader, sin dejarlo dormir.

## Reparto de Voces
- Ahmed Best - Piloto Imperial, Jar Jar Binks
- Abraham Benrubi - Darth Vader
- Seth McFarlane - Emperador Palpatine
- Seth Green - Sim Aloo, Operador del Teléfono, Anunciador, Ponda Baba, Qui-Gon Jinn, Nerd, Hijo de Nerd, Fan de Star Wars, Space Slug #2, George W. Bush, Jeena Bush, Bill Clinton, Vagabundo/Mendigo, Oficial Imperial, Soldado Perkins, Max Rebo
- Tom Root - Mas Amedda
- Dan Milano - Tabernero, Niño, Luke Skywalker
- Adam Talbott - Jawa, Han Solo
- Breckin Meyer - Conserje, Almirante Ackbar, Space Slug #1, Anunciador, Boba Fett
- Candace Bailey - Niña, Princesa Leia Organa
- Donald Faison - Evazan, Mace Windu
- Bob Bergen - Luke Skywalker
- Conan O'Brien - Jefe de Ponda Baba, Zuckuss
- Tom Kane - C-3PO
- Malcolm McDowell - Comandante Imperial
- George Lucas - Él mismo
- Hulk Hogan - Abraham Lincoln
- Chad Morgan - Laura Bush, Chica del Clima de Bespin, Princesa Leia Organa
- James Van Der Beek - Ayudante de Bush
- Keith Ferguson - Han Solo, C-3PO
- Mark Hamill - Luke Skywalker
- Robert Smigel - Ray, Emperador Palpatine
- Joey Fatone - Él mismo

## Trivialidades
- En el episodio "Blue Harvest", de Family Guy, Chris Griffin le dice a su padre Peter que se robó la idea de Robot Chicken: hacer un especial de Star Wars.
- Los segmentos "The Emperor's Phoen Call", "Jedi Master George W.", y "Luke Learns the Truth", fueron extraídos de los episodios "1987", "Massage Chair", y de "Vegetable Funfest".
- El intro del especial "Robot Chicken Star Wars Opening" es una fusión de Robot Chicken y Star Wars: Episode III - Revenge of the Sith.
- En el segmento "Inside the AT-AT", la revista "Naboobies", es un cruce del nombre del planeta "Naboo", y de la palabra "Boobies" (Sen*s en español).
- El segmento "The Emperor's Phone Call", es un cruce entre Star Wars: Episode IV - A New Hope y 24.
- El segmento "Jawa's Drink Order", es una parodia a Star Wars: Episode IV - A New Hope.
- El segmento "The Janitor on Naboo", es una parodia a Star Wars: Episode I - The Phantom Menace.
- El segmento "Ponda Baba's Bad Day", es un cruce entre Star Wars: Episode IV - A New Hope y THX-1138.
- El segmento "Jedi Butter Fingers", es una parodia a Star Wars: Episode I - The Phantom Menace.
- El segmento "Death Star Orientation", es una parodia a Star Wars: Episode IV - A New Hope.
- El segmento "Luke is Alone", es una parodia a Star Wars: Episode IV - A New Hope.
- El segmento "George Lucas at the Convention", es un cruce entre Spaceballs y Star Wars: Episode V - The Empire Strikes Back.
- El segmento de "Luke's Training", es una parodia a Star Wars: Episode IV - A New Hope.
- El segmento "Space Slug Chinese Delivery", es un cruce entre Star Wars: Episode V - The Empire Strikes Back y Creature Comforts.
- El segmento "The Janitor on Coruscant", es una parodia a Star Wars: Episode III - Revenge of the Sith.
- El segmento "Master Jedi George W.", es un cruce entre Star Wars, Aladdin, y al restaurante McDonald's.
- El segmento "Bespin Forecast", es una parodia a Star Wars: Episode V - The Empire Strikes Back.
- El segmento "Tautaun Camp Out", es una parodia a Star Wars: Episode V - The Empire Strikes Back.
- El segmento "Death Star Yo Momma", es una parodia a Star Wars: Episode VI - Return of the Jedi.
- El segmento "The Janitor on the Death Star", es una parodia a Star Wars: Episode VI - Return of the Jedi.
- El segmento "Slightly Weapons Malfunction", es una parodia a una famosa escena de Star Wars: Episode IV - A New Hope.
- El segmento "The Power Converters", es una parodia a Star Wars: Episode IV - A New Hope.
- El segmento "Bobba Fett Wins", es un cruce entre Star Wars: Episode V - The Empire Strikes Back y Star Wars: Episode VI - Return of the Jedi.
- El segmento "Chewbacca's Happy Days", es un cruce entre Star Wars y Happy Days
- El segmento "Luke Learns the Truth", parodia a la famosa escena de Star Wars: Episode V - The Empire Strikes Back.
- El segmento "Not Fully Operational Battle Station", cruza Star Wars: Episode VI - Return of the Jedi y Clerks.
- El segmento "Lobot!", es una parodia a Star Wars: Episode V - The Empire Strikes Back.
- El segmento "Max Reebo Greatest Hits" cruza a Star Wars con The Muppets.
- El segmento "Late Night With Zuckuss", es un cruce entre Star Wars: Episode V - The Empire Strikes Back y el show Late Night with Conan O'Brien.
- El segmento "Empire on Ice", es una parodia a Star Wars: Episode V - The Empire Strikes Back.

## Rarezas en el Universo ExpandidoStar Wars
El especial contradice muchas eventos en el Universo Expandido Star Wars:
- En el intro "Robot Chicken Star Wars Opening", se puede ver la Estrella de la Muerte completa, lo cual no tiene sentido, porque en Star Wars: Episode III - Revenge of the Sith (episodio donde se sitúa el intro), la Estrella recién estaba en construcción.
- En el segmento "The Janitor on Coruscant", el Conserje dice que botara el cadáver de Windu a la Estrella de la Muerte, pero la Estrella de la Muerte todavía no estaba construida cuando Mace Windu murió, porque dicha muerte ocurrió en Star Wars: Episode III - Revenge of the Sith. Además, el Conserje se encuentra en la Estrella de la Muerte II para "The Janitor on the Death Star", pero esta fue construida tras la destrucción de la primera en Star Wars: Episode IV - A New Hope.
- La muerte de Darth Vader nunca ocurre en "Death Star Yo Momma", puesto que en ningún momento lucha contra Luke. Además, Palpatine renació, su cadáver nunca fue desechado.
- Según "Max Rebo Greatest Hits", Rebo murió, pero esto es mentira, ya que el sobrevivió a la destrucción de la Barcaza de Jabba The Hutt.

## Secuelas
En el 2008, salió el especial "Robot Chicken: Star Wars Episode II", y en el 2010, salió "Robot Chicken: Star Wars Episode III".